# ФК «Рома» в сезоні 1937—1938
ФК «Рома» в сезоні 1937—1938 — сезон італійського футбольного клубу «Рома».

## Склад
| № | Поз. | Нац.   | Гравець             |
| - | ---- | ------ | ------------------- |
|   | ВР   | Італія | Чезаре Франкаланція |
|   | ВР   | Італія | Гвідо Мазетті       |
|   | ВР   | Італія | Чезаре Валінассо    |
|   | ЗХ   | Італія | Ермініо Азін        |
|   | ЗХ   | Італія | Ренато Чіпріані     |
|   | ЗХ   | Італія | Андреа Гадальді     |
|   | ЗХ   | Італія | Еральдо Мондзельйо  |
|   | ЗХ   | Італія | Енріко Скіаветті    |
|   | ПЗ   | Італія | Фульвіо Бернардіні  |
|   | ПЗ   | Італія | Маріо Де Грассі     |
|   | ПЗ   | Італія | Альдо Донаті        |

| № | Поз. | Нац.   | Гравець            |
| - | ---- | ------ | ------------------ |
|   | ПЗ   | Італія | Еварісто Фрізоні   |
|   | ПЗ   | Італія | Антоніо Фуско      |
|   | ПЗ   | Італія | Альфредо Маццоні   |
|   | ПЗ   | Італія | Франко Скарамеллі  |
|   | ПЗ   | Італія | П'єтро Серантоні   |
|   | НП   | Італія | Амедео Амадеї      |
|   | НП   | Італія | Ермес Борсетті     |
|   | НП   | Італія | Олів'єро Масчероні |
|   | НП   | Італія | Даніло Мікеліні    |
|   | НП   | Італія | Отелло Субінагі    |

## Серія A

### Матчі
| 12 вересня 1937 15:30 1 тур |

| «Рома»                               | 4:0      | «Фіорентіна» |
| ------------------------------------ | -------- | ------------ |
| Мікеліні 7', 46', 49' Скарамеллі 39' | Протокол |              |

| Кампо Тестаччо Глядачів: 8.000 Арбітр: Барлассіна |

| 19 вересня 1937 2 тур |

| Liguria     | 1:1 | «Рома»        |
| ----------- | --- | ------------- |
| Перетті 73' |     | 20' Серантоні |

| Стадіо Дель Літторіо, Генуя Арбітр: Скорцоні |

| 26 вересня 1937 15:30 3 тур |

| «Рома»                     | 2:1      | «Наполі»  |
| -------------------------- | -------- | --------- |
| Мікеліні 50' Масчероні 83' | Протокол | 69' Гербі |

| Кампо Тестаччо Глядачів: 15.000 Арбітр: Маріо Скотто |

| 3 жовтня 1937 15:00 4 тур |

| «Лаціо»   | 1:1      | «Рома»      |
| --------- | -------- | ----------- |
| Піола 66' | Протокол | 89' Фрізоні |

| Стадіо Націонале Глядачів: 25.000 Арбітр: Барлассіна |

| 10 жовтня 1937 15:00 5 тур |

| «Рома»                                                    | 5:0      | «Луккезе» |
| --------------------------------------------------------- | -------- | --------- |
| Борсетті 41', 71' Субінагі 59' Мікеліні 73' Масчероні 77' | Протокол |           |

| Кампо Тестаччо Глядачів: 8.000 Арбітр: Сараціні |

| 17 жовтня 1937 6 тур |

| «Аталанта» | 0:2      | «Рома»                    |
| ---------- | -------- | ------------------------- |
|            | Протокол | 2' Мікеліні 25' Масчероні |

| Стадіо Маріо Брумана, Бергамо Арбітр: Скарпі |

| 24 жовтня 1937 7 тур |

| «Болонья»      | 2:0      | «Рома» |
| -------------- | -------- | ------ |
| Маїні 37', 61' | Протокол |        |

| Літторале Глядачів: 15.000 Арбітр: Барлассіна |

| 7 листопада 1937 14:30 8 тур |

| «Рома»                   | 2:1      | «Торіно»     |
| ------------------------ | -------- | ------------ |
| Мікеліні 4' Борсетті 45' | Протокол | 73' Россетті |

| Стадіо Націонале Глядачів: 15.000 Арбітр: Маріо Чамберліні |

| 14 листопада 1937 9 тур |

| «Барі»                    | 2:0      | «Рома» |
| ------------------------- | -------- | ------ |
| Капоказале 54' Гроссі 57' | Протокол |        |

| Стадіо Делла Вітторія Глядачів: 5.000 Арбітр: Сараціні |

| 21 листопада 1937 10 тур |

| «Мілан»     | 1:0      | «Рома» |
| ----------- | -------- | ------ |
| Моретті 45' | Протокол |        |

| Сан-Сіро, Мілан Глядачів: 18.000 Арбітр: Скарпі |

| 28 листопада 1937 14:30 11 тур |

| «Рома»                    | 2:1      | «Ювентус»    |
| ------------------------- | -------- | ------------ |
| Субінагі 5' Масчероні 15' | Протокол | 19' Ф.Борель |

| Стадіо Націонале Глядачів: 18.000 Арбітр: Маріо Скотто |

| 12 грудня 1937 12 тур |

| «Ліворно» | 0:2      | «Рома»                    |
| --------- | -------- | ------------------------- |
|           | Протокол | 18' Мікеліні 88' Борсетті |

| Едда Сіано Муссоліні Глядачів: 6.000 Арбітр: Джакомо Бертоліо |

| 19 грудня 1937 13 тур |

| «Трієстіна» | 0:0      | «Рома» |
| ----------- | -------- | ------ |
|             | Протокол |        |

| Стадіо дель Літторіо, Трієст Глядачів: 8.000 Арбітр: Джузеппе Дзелоккі |

| 2 січня 1938 14:30 14 тур |

| «Рома»       | 1:1      | «Амброзіана-Інтер» |
| ------------ | -------- | ------------------ |
| Борсетті 53' | Протокол | 41' П.Ферраріс     |

| Стадіо Націонале Глядачів: 22.000 Арбітр: Маріо Чамберліні |

| 9 січня 1938 14:30 15 тур |

| «Рома»       | 1:3      | «Дженоа»                             |
| ------------ | -------- | ------------------------------------ |
| Мікеліні 67' | Протокол | 43' Аркарі 61' Борсанті 75' Бігоньйо |

| Стадіо Націонале Глядачів: 6.000 Арбітр: Барлассіна |

| 16 січня 1938 16 тур |

| «Фіорентіна»    | 1:4      | «Рома»                                      |
| --------------- | -------- | ------------------------------------------- |
| Ді Бенедетті 9' | Протокол | 4', 61' Субінагі 44' Масчероні 75' Мікеліні |

| Стадіо Джованні Берта, Флоренція Глядачів: 6.000 Арбітр: Скорцоні |

| 16 січня 1938 14:30 17 тур |

| «Рома»       | 1:0      | Liguria |
| ------------ | -------- | ------- |
| Мікеліні 62' | Протокол |         |

| Стадіо Націонале Глядачів: 8.000 Арбітр: Луїджі Піровано |

| 30 січня 1938 18 тур |

| «Наполі»                       | 2:2      | «Рома»                    |
| ------------------------------ | -------- | ------------------------- |
| Фрізоні 66' (аг.) Вендітто 73' | Протокол | 9' Борсетті 47' Масчероні |

| Партенопео, Неаполь Арбітр: Акілле Піцціоло |

| 6 лютого 1938 19 тур |

| «Рома»                   | 2:1      | «Лаціо»      |
| ------------------------ | -------- | ------------ |
| Мікеліні 6' Борсетті 88' | Протокол | 18' Камолезе |

| Стадіо Націонале Глядачів: 20.000 Арбітр: Барлассіна |

| 13 лютого 1938 20 тур |

| «Луккезе»               | 2:0      | «Рома» |
| ----------------------- | -------- | ------ |
| Розелліні 31' Коппа 72' | Протокол |        |

| Стадіо дель Літторіо, Луккезе Глядачів: 4.500 Арбітр: Соліані |

| 20 лютого 1938 15:00 21 тур |

| «Рома»                         | 2:1      | «Аталанта» |
| ------------------------------ | -------- | ---------- |
| Прокура 5' (аг.) Де Грассі 34' | Протокол | 53' Перані |

| Стадіо Націонале Глядачів: 5.000 Арбітр: Мастелларі |

| 27 лютого 1938 22 тур |

| «Рома» | 0:1      | «Болонья»  |
| ------ | -------- | ---------- |
|        | Протокол | 67' Бузоні |

| Стадіо Націонале Глядачів: 14.000 Арбітр: А.Мацца |

| 6 березня 1938 23 тур |

| «Торіно»                    | 3:1      | «Рома»       |
| --------------------------- | -------- | ------------ |
| Бальді 12', 89' Ферреро 23' | Протокол | 66' Мікеліні |

| Філадельфія, Турин Арбітр: Леоні |

| 13 березня 1938 15:00 24 тур |

| «Рома»                                | 3:2      | «Барі»                       |
| ------------------------------------- | -------- | ---------------------------- |
| Борсетті 67' (пен.), 89' Мікеліні 83' | Протокол | 73' (пен.) Гроссі 80' Гроллі |

| Стадіо Націонале Глядачів: 5.000 Арбітр: Моретті |

| 20 березня 1938 25 тур |

| «Рома»                               | 3:1      | «Мілан»   |
| ------------------------------------ | -------- | --------- |
| Мікеліні 7' Борсетті 59' (пен.), 90' | Протокол | 67' Боффі |

| Стадіо Націонале Арбітр: Джузеппе Дзелоккі |

| 27 березня 1938 26 тур |

| «Ювентус» | 0:0      | «Рома» |
| --------- | -------- | ------ |
|           | Протокол |        |

| Беніто Муссоліні, Турин Арбітр: Джованні Галеаті |

| 3 квітня 1938 15:00 27 тур |

| «Рома»       | 1:0      | «Ліворно» |
| ------------ | -------- | --------- |
| Мікеліні 66' | Протокол |           |

| Стадіо Націонале Глядачів: 6.000 Арбітр: Сараціні |

| 10 квітня 1938 15:00 28 тур |

| «Рома»        | 1:1      | «Трієстіна»  |
| ------------- | -------- | ------------ |
| Масчероні 25' | Протокол | 15' Тревізан |

| Стадіо Націонале Глядачів: 10.000 Арбітр: Маріо Чамберліні |

| 17 квітня 1938 29 тур |

| «Амброзіана-Інтер» | 1:0      | «Рома» |
| ------------------ | -------- | ------ |
| Д.Феррарі 29'      | Протокол |        |

| Арена Чівіка Глядачів: 18.000 Арбітр: Джузеппе Дзелоккі |

| 24 квітня 1938 30 тур |

| «Дженоа»   | 1:1      | «Рома»        |
| ---------- | -------- | ------------- |
| Аркарі 80' | Протокол | 26' Масчероні |

| Стадіо Луїджі Ферраріс Глядачів: 10.000 Арбітр: Скарпі |

### Кубок Італії
| 8 грудня 1937 14:30 1/16 фіналу |

| «Понтедера»     | 1:3      | «Рома»                                    |
| --------------- | -------- | ----------------------------------------- |
| Бальдзаріні 30' | Протокол | 57' Де Грассі 100' Борсетті 113' Мікеліні |

| Поліспортивний стадіон А.Маркончіні Арбітр: Барбьєрі |

| 26 грудня 1937 1/8 фіналу |

| «Наполі»                                           | 4:2      | «Рома»                   |
| -------------------------------------------------- | -------- | ------------------------ |
| Рокко 18' Міан 53' Б'яджі 98' Бускалья 100' (пен.) | Протокол | 1' Борсетті 50' Мікеліні |

| Партенопео, Неаполь Глядачів: 10.000 Арбітр: Скорцоні |

## Статистика гравців
| №. | Поз. | Нац.   | Гравець             | Всього | Всього | Чемпіонат Італії | Чемпіонат Італії | Кубок Італії | Кубок Італії |
| №. | Поз. | Нац.   | Гравець             | Ігор   | Голів  | Ігор             | Голів            | Ігор         | Голів        |
| -- | ---- | ------ | ------------------- | ------ | ------ | ---------------- | ---------------- | ------------ | ------------ |
|    |      | Італія | Чезаре Франкаланція | 0      | 0      | 0                | -0               | 0            | -0           |
|    |      | Італія | Гвідо Мазетті       | 23     | -24    | 21               | -19              | 2            | -5           |
|    |      | Італія | Чезаре Валінассо    | 9      | -12    | 9                | -12              | 0            | -0           |
|    |      | Італія | Ермініо Азін        | 4      | 0      | 4                | 0                | 0            | 0            |
|    |      | Італія | Ренато Чіпріані     | 0      | 0      | 0                | 0                | 0            | 0            |
|    |      | Італія | Андреа Гадальді     | 32     | 0      | 30               | 0                | 2            | 0            |
|    |      | Італія | Еральдо Мондзельйо  | 28     | 0      | 26               | 0                | 2            | 0            |
|    |      | Італія | Енріко Скіаветті    | 1      | 0      | 1                | 0                | 0            | 0            |
|    |      | Італія | Фульвіо Бернардіні  | 25     | 0      | 23               | 0                | 2            | 0            |
|    |      | Італія | Маріо Де Грассі     | 2      | 2      | 1                | 1                | 1            | 1            |
|    |      | Італія | Альдо Донаті        | 20     | 0      | 19               | 0                | 1            | 0            |
|    |      | Італія | Еварісто Фрізоні    | 31     | 1      | 29               | 1                | 2            | 0            |
|    |      | Італія | Антоніо Фуско       | 16     | 0      | 16               | 0                | 0            | 0            |
|    |      | Італія | Альфредо Маццоні    | 6      | 0      | 5                | 0                | 1            | 0            |
|    |      | Італія | Франко Скарамеллі   | 19     | 1      | 17               | 1                | 2            | 0            |
|    |      | Італія | П'єтро Серантоні    | 24     | 1      | 23               | 1                | 1            | 0            |
|    |      | Італія | Амедео Амадеї       | 4      | 0      | 4                | 0                | 0            | 0            |
|    |      | Італія | Ермес Борсетті      | 32     | 13     | 30               | 11               | 2            | 2            |
|    |      | Італія | Олів'єро Масчероні  | 27     | 8      | 25               | 8                | 2            | 0            |
|    |      | Італія | Даніло Мікеліні     | 31     | 18     | 29               | 16               | 2            | 2            |
|    |      | Італія | Отелло Субінагі     | 18     | 4      | 18               | 4                | 0            | 0            |